# Spacemonkeyz
Spacemonkeyz é uma banda britânica de música eletrônica que ficou famosa por fazer uma versão remixada em estilo dub da canção "M1 A1", dos Gorillaz. O remix, denominado "Lil' Dub Chefin'", agradou tanto ao fundador dos Gorillaz, Damon Albarn, que este pediu que o grupo remixasse todo o álbum Gorillaz, e o resultado foi lançado em 2002 sob o nome Laika Come Home.